# Bisdom Chitré
Het bisdom Chitré (Latijn: Dioecesis Citrensis) is een rooms-katholiek bisdom met als zetel Chitré, in Panama. Het bisdom is suffragaan aan het aartsbisdom Panamá. 

## Geschiedenis
Het bisdom werd opgericht op 21 juli 1962, uit delen van het aartsbisdom Panamá. 

## Parochies
Het bisdom had in 2021 een oppervlakte van 6.150 km2 en telde 219.850 inwoners waarvan 84,7% rooms-katholiek was.

## Bisschoppen
- José María Carrizo Villarreal (21 januari 1963 - 29 oktober 1994)
- José Luis Lacunza Maestrojuán (29 oktober 1994 - 2 juli 1999; kardinaal in 2015)
- Fernando Torres Durán (2 juli 1999 - 25 april 2013)
- Rafael Valdivieso Miranda (25 april 2013 - heden)

## Galerij van afbeeldingen

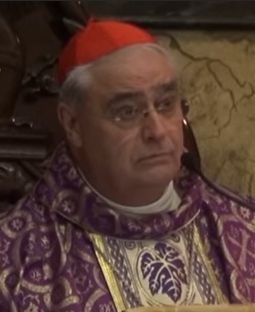
Bisschop José Luis Lacunza Maestrojuán (1994-1999), kardinaal in 2015